# سیرل نوولس
سیرل نوولس (انگلیسی: Cyril Knowles؛ ۱۳ ژوئیهٔ ۱۹۴۴ - ۱۹۹۱ اوت ۳۰) بازیکن فوتبال اهل انگلستان که سابقهٔ بازی در تیم ملی فوتبال انگلستان را در کارنامهٔ خود دارد. وی در تاریخ ۶ دسامبر ۱۹۶۷ نخستین بازی ملی خود را در مقابل تیم ملی فوتبال اتحاد شوروی انجام داد و با حضور در ۴ بازی ملی، در تاریخ ۱ ژوئن ۱۹۶۸ واپسین بازی ملی‌اش را در برابر تیم ملی فوتبال آلمان غربی برگزار کرد.